# كأس إيطاليا 1984–85
كأس إيطاليا 1984–85 (بالإيطالية: Coppa Italia 1984-1985)‏ هو الموسم 38 من كأس إيطاليا. أقيم خلال الفترة 22 أغسطس 1984 وحتى 3 يوليو 1985، وأشرف على تنظيمه اتحاد إيطاليا لكرة القدم، وكان عدد الأندية المشاركة فيه 48، وفاز فيه نادي سامبدوريا.